# Synansphecia
Sous-genre
Le taxon Synansphecia est, selon les sources : 
- soit un genre de lépidoptères de la famille des Sesiidae[1], paramètre de Bioref « uBIO » non reconnu ,
- soit un sous-genre du genre Pyropteron dans la même famille[2],
- soit un synonyme plus récent (synonyme junior) du genre Chamaesphecia[3].

## Liste des espèces
Selon FUNET Tree of Life (consulté le 8 juillet 2012) :
- Synansphecia affinis (Staudinger, 1856).
- Synansphecia aistleitneri Spatenka, 1992.
- Synansphecia atlantis (Schwingenschuss, 1935).
- Synansphecia borreyi (Le Cerf, 1922).
- Synansphecia cirgisa (Bartel, 1912).
- Synansphecia doryliformis (Ochsenheimer, 1808).
- Synansphecia kautzi (Reisser, 1930).
- Synansphecia koschwitzi Spatenka, 1991.
- Synansphecia leucomelaena (Zeller, 1847).
- Synansphecia mannii (Lederer, 1853).
- Synansphecia meriaeformis (Boisduval, 1840).
- Synansphecia muscaeformis (Esper, 1783).
- Synansphecia powelli (Le Cerf, 1916).
- Synansphecia triannuliformis (Freyer, 1845).
- Synansphecia umbrifera (Staudinger, 1870).

Selon NCBI (7 juillet 2013) :
- genre Pyropteron
  - Pyropteron affine
  - Pyropteron chrysidiforme
  - Pyropteron doryliforme
  - Pyropteron kautzi
  - Pyropteron leucomelaena
  - Pyropteron minianiforme
  - Pyropteron siculum
  - Pyropteron triannuliforme
  - Pyropteron umbriferum
  - Synansphecia affinis